# Liste der Naturdenkmale in Euscheid
Die Liste der Naturdenkmale in Euscheid nennt die im Gemeindegebiet von Euscheid ausgewiesenen Naturdenkmale (Stand 4. April 2024).

## Naturdenkmale
| Nr.         | Bezeichnung                     | Lage                             | Beschreibung                                 | Bild                                    |
| ----------- | ------------------------------- | -------------------------------- | -------------------------------------------- | --------------------------------------- |
| ND-7232-373 | Eichen am östlichen Ortsausgang | Dorfstraße, gegenüber Nr. 7 Lage | Quercus robur, zwei Bäume, um 1800 gepflanzt | Direkt Bild zu diesem Denkmal hochladen |